# Mont Dauban
Mont Dauban und Mont Plaisir (auch: Castle Peak) sind die höchsten Gipfel der Insel Silhouette im Inselstaat Seychellen im Indischen Ozean.

## Geographie
Das vulkanische Massiv der Insel erreicht an den beiden Gipfeln eine Höhe von 752 m beziehungsweise 740 m (auch: 725 m, ⊙). Die beiden Gipfel liegen westlich der Mitte der Insel. Im Osten läuft das Massiv aus im Mont Pot-a-Eau, während der Westhang bis zur Bucht Grand Barbe abfällt.